# Cols bleus (magazine)
Pour les articles homonymes, voir Col bleu.
 (juin 2025).
Si vous disposez d'ouvrages ou d'articles de référence ou si vous connaissez des sites web de qualité traitant du thème abordé ici, merci de compléter l'article en donnant les références utiles à sa vérifiabilité et en les liant à la section « Notes et références ».
Cols bleus est le magazine de la Marine nationale française.
Cols bleus est l’organe de communication écrit de la Marine nationale. C’est « Un magazine interne destiné aux marins de tout grade, qui conforte leur fierté de servir et les invite à ouvrir leur regard sur le monde, mais suffisamment pédagogique pour être lu à l’extérieur, révélant les multiples missions et l’immense richesse de notre Marine qui agit le plus souvent loin du regard de nos compatriotes » (dixit le capitaine de vaisseau Sébastien Perruchio, commandant du service d’information et de relations publiques des armées (SIRPA) Marine).
Paraissant chaque mois, le magazine est imprimé à 15 000 exemplaires. Jusqu'en 2014 Cols bleus était vendu en kiosque.Il est depuis accessible sur le site internet cols.bleus.fr
Aujourd'hui distribué aux unités de la Marine nationale, à terre ou embarquées, Cols bleus est diffusé dans les différentes emprises de la Marine et du ministère des Armées mais également vers les acteurs du monde maritime (écoles, universités, industriels, régions, départements, communes, parlementaires, ministères). L'ensemble des classes de défenses, des centres d’information et de recrutement des forces armées (CIRFA) et les centres de préparation militaire marine le reçoivent.  
Cols bleus diffuse des numéros hors série dont le dossier d'informations Marine qui paraît tous les 2 ans et dispose de son propre site sur internet cols.bleus.fr

## Histoire
Cols bleus est fondé en 1945, à la fin du deuxième conflit mondial, par Paul-Jean Lucas, à l’époque reporter de guerre, résistant et ami du ministre de la Marine, Louis Jacquinot. 
Longtemps hebdomadaire puis bimensuel entre 2010 et décembre 2013, le magazine devient mensuel à partir de janvier 2014.    Cols bleus célèbre en 2025 ses 80 ans et adopte pour l’occasion une nouvelle maquette.

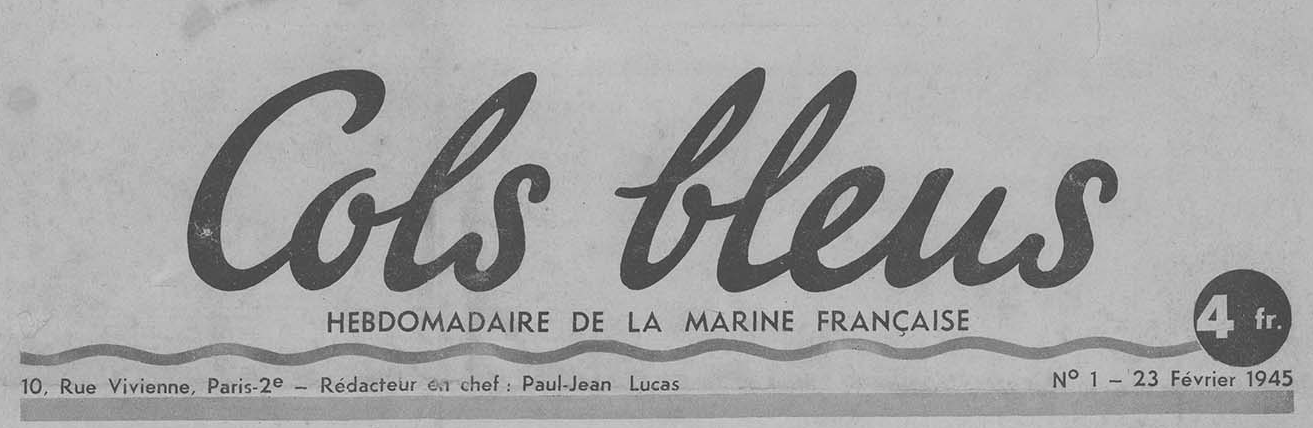
Logo texte du premier numéro du 23 février 1945.

### Rédacteurs en chef
- Paul-Jean Lucas (premier rédacteur en chef) (1945-1962) ;
- Claude Chambart (1962-1972);
- capitaine de corvette Jean-Philippe Prévot (1972-1975);
- capitaine de frégate Georges Crouillebois (1975-1986);
- capitaine de frégate Alain Dannery (1986-1990);
- capitaine de vaisseau Bertrand David de Drezigue (1990-1998);
- capitaine de vaisseau Patrick Boiselle (1998);
- contre amiral (2S) Gilles Pinon (1998-1999) ;
- capitaine de vaisseau Serge Thébaut (1999-2005) ;
- capitaine de frégate Hervé Bellec (2005-2010) ;
- capitaine de frégate Jérôme Baroë (2010-2013) ;
- lieutenant de vaisseau Caroline Ducret (2013-2014) ;
- lieutenant de vaisseau Colombant Errard (mars 2014 - juin 2014);
- lieutenant de vaisseau Caroline Ducret (2014-2015);
- lieutenant de vaisseau François Séchet (2015-2016);
- Stéphane Dugast (2016-2017) ;
- Charles Desjardins (2017-2018) ;
- Enseigne de vaisseau de 1ère classe Anne-Marine Gire (2018-2019) ;
- Hélène Perrin (2019-2022) ;
- Virginie de Galzain (2022-2023);
- Nathalie Six (2023-).

### Directeurs de la publication
(fonction créée à partir de 1972)
- Mme S. Monnet (1972-1975)
- M. R. Noiret (1975-1976)
- M. A. Vaillant (1976-1986)
- M. A. Barthez (1986-1987)
- général (2S) Philipponat (1987-1988)
- général (2S) Liron (1988-1989)
- M. M. Riblier (1989)
- général (2S) Bire (1989-2000)
- M. Jean-François Bureau (2000-2001)
- capitaine de vaisseau Olivier Lajous (2001)
- capitaine de frégate Christophe Prazuck (2001-2002)
- capitaine de vaisseau Christophe Prazuck (2002-2004)
- commissaire en chef de 1ère classe Vincent Campredon (2004-2006)
- capitaine de vaisseau Jérome Erulin (2006-2009)
- capitaine de vaisseau Hugues du Plessis d'Argentré (2009-2011)
- capitaine de vaisseau Dominique de Lorgeril (2011-2012)
- capitaine de vaisseau Philippe Ebanga (2012-2014)
- capitaine de vaisseau Didier Piaton (2014-2016)
- capitaine de vaisseau Bertrand Dumoulin (2016-2019)
- capitaine de vaisseau Eric Lavault (2019-2022)
- capitaine de vaisseau Alexandre Marchis (2022-2023)
- capitaine de vaisseau Sébastien Perruchio (2023-)